# Glaciar Posadowsky (Antártida)
El glaciar Posadowsky (en alemán: Posadowskygletscher,66°50′S 89°25′E / -66.833, 89.417 ) es un glaciar de aproximadamente 9 millas náuticas (17 kilómetros; 10 millas) de longitud, que fluye hacia el norte hasta la Bahía Posadowsky, justo al este de Gaussberg. La bahía Posadowsky es una ensenada abierta, ubicada justo al este de la plataforma de hielo del Oeste y frente al Mar de Davis en la tierra del Kaiser Guillermo II.
La tierra del Kaiser Guillermo II es la parte de la Antártida oriental situada entre el Cabo Penck, en 87°43'E, y Cabo Filchner, en 91°54'E, y es reclamada por Australia como parte del Territorio antártico australiano. Otras características geográficas destacadas en esta zona incluyen la isla Drygalski (65°45′S 92°30′E / -65.750, 92.500), ubicada a 45 millas al norte-noreste del cabo Filchner en el mar de Davis, y la Estación Mirny (66°34′S 93°01′E / -66.567, 93.017), una estación rusa de investigación científica.

## Descubrimiento y nombramiento
El glaciar fue observado en febrero de 1902 desde la cima del Gaussberg por la Expedición Gauss, dirigida por Erich von Drygalski. El Comité Consultivo de Nombres Antárticos de los Estados Unidos (US-ACAN) nombró el glaciar en 1955 en honor a la bahía Posadowsky de Drygalski, tras estudios de fotografías aéreas tomadas durante la Operación Highjump de la Armada de los Estados Unidos, entre 1946 y 1947. A su vez, la bahía Posadowsky fue nombrada en honor al conde Arthur von Posadowsky-Wehner, Secretario del Interior del Imperio alemán, quien aseguró una subvención gubernamental para cubrir los costos de la expedición de Drygalski.

## Vea también
- Lista de glaciares en la Antártida
- Glaciología